# Gabriele Mehl
Pour les articles homonymes, voir Mehl.
Gabriele Mehl, née le 25 février 1967 à Hagenbach (Allemagne de l'Ouest), est une ancienne rameuse allemande. Elle remporte une médaille de bronze aux Jeux de 1992.

## Carrière
Membre de l'équipe allemande nouvellement réunifiée, Hohn remporte la médaille de bronze du quatre sans barreuse lors des Jeux de Barcelone en 1992 après avoir terminé septième du huit féminin à ceux de 1988. Elle remporte également l'argent puis le bronze en quatre sans barreuse aux Mondiaux de 1990 puis de 1991.

## Palmarès
- Jeux olympiques d'été de 1992 à Barcelone ( Espagne) :
  -  médaille de bronze du quatre sans barreuse

### Championnats du monde
- Championnats du monde d'aviron 1991 à Vienne ( Autriche) :
  -  médaille de bronze en quatre sans barreuse

- Championnats du monde d'aviron 1990 en Tasmanie ( Australie) :
  -  médaille d'argent en quatre sans barreuse